# Melchior Munet
Melchior Munet, né le 7 février 1698 et mort le 20 décembre 1771, est un architecte français.
Il a notamment construit l'hôtel-Dieu de Mâcon avec son maître Jacques-Germain Soufflot et participé à la construction du dôme de l'Hôtel Dieu de Lyon et du quartier St Clair.
Bien qu'absent des registres, il est élu membre de l'académie de Lyon et y présentera plusieurs conférences. 
Adjoint de Delamonce, il travaille à l'église Saint-Bruno-lès-Chartreux de Lyon en 1734-1735 et laisse son nom à l'arc qui assure la liaison entre le chœur du XVIIe siècle, remanié au XVIIIe, et le transept du XVIIIe siècle.

## Sources et références